# The Claypool Lennon Delirium
The Claypool Lennon Delirium — музичний проєкт бас-гітариста Primus Леса Клейпула та Шона Леннона, сина Джона Леннона.
Проєкт було засновано після того, як гурт Шона Леннона The Ghost of a Saber Tooth Tiger грав на розігріві у Primus 2015 року. Шон Леннон та Лес Клейпул затоваришували та навіть зіграли на концерті пісню «Southbound Pachyderm», після чого вирішили записати щось разом. Вони провели декілька тижнів в домашній студії на ранчо Клейпула в Каліфорнії, записавши декілька пісень. Дебютним синглом колективу, що отримав назву «делірій Клейпула та Леннона» стала пісня «Cricket and the Genie», яка поєднувала психоделічний рок, прогресивний рок та експериментальну попмузику. 2016 року вийшов повноцінний альбом Monolith of Phobos.
2017 року до Дня магазину звукозапису музиканти видали мініальбом Lime and Limpid Green із чотирма кавер-композиціями. 2019 року вийшов їхній другий студійний альбом South of Reality.